# Istrisk-albanska
Istrisk-albanska, en utdöd dialekt av albanskan som talades i området kring Poreč i Kroatien fram tills det sena 1800-talet.